# Station Hyogo
Station Hyogo (兵庫駅,  Hyōgo-eki) is een spoorwegstation in de wijk Hyōgo-ku in Kobe, Japan. Het wordt aangedaan door de JR Kobe-lijn en de Wadamisaki-lijn. Het station heeft vier sporen voor de JR Kobe-lijn en een voor de Wadamisaki-lijn.

## Lijnen

### JR West
| 1,2 | ■ JR Kobe-lijn    | richting Sannomiya, Amagasaki en Osaka |
| 3,4 | ■ JR Kobe-lijn    | richting Nishi-Akashi en Himeji        |
| 0   | ■ Wadamisaki-lijn | richting Wadamisaki                    |

## Geschiedenis
Het treinstation werd in 1888 geopend aan de spoorlijn tussen Akashi en Hyogo. Het gedeelte tussen Hyogo en Wadamisaki werd in 1890 geopend.

## Overig openbaar vervoer
Bussen 4, 8 en 9 van het busnetwerk van Kōbe.

## Stationsomgeving
- Station Daikai aan de Tōzai-lijn
- Hoofdkantoor van DX Antenna
- Nōfukuji-tempel
- Hiruko-schrijn
- Bibliotheek van Hyogo
- Fabriek van Kawasaki Heavy Industries
- Yoshida-ziekenhuis
- Nishishimin-ziekenhuis
- Kansai Super (Supermarkt)
- Kobe Luminous Hotel
- Sunkus
- 7-Eleven
- McDonald's
- FamilyMart

(Tōkaidō-lijn<<) · Ōsaka · Tsukamoto · Amagasaki · Tachibana · Koshienguchi · Nishinomiya · Sakura-Shukugawa · Ashiya · Konan-Yamate · Settsu-Motoyama · Sumiyoshi · Rokkomichi · Nada · Sannomiya · Motomachi · Kōbe · Hyōgo · Shin-Nagata · Takatori · Suma-Kaihinkōen · Suma · Shioya · Tarumi · Maiko · Asagiri · Akashi · Nishi-Akashi · Okubo · Uozumi · Tsuchiyama · Higashi-Kakogawa · Kakogawa · Hoden · Sone · Himeji-Bessho · Gochaku · Himeji · (>>Sanyō-lijn) 

Wadamisaki-lijn: Hyōgo · Wadamisaki